# عملية اندرتون
عملية اندرتون هجومًا كبيرًا من قِبل الجيشين السابع الأمريكي والفرنسي الأول من مجموعة الجيش السادس الأمريكي كجزء من غزو الحلفاء لألمانيا في مارس 1945 أثناء الحرب العالمية الثانية.
تالفت قوة من ثلاثة فيلق للهجوم على من ساربروكن، ألمانيا، على طول 75 كم القطاع إلى نقطة جنوب شرق هاجناو، فرنسا. تم تطهير قطاع ضيق على طول نهر الراين المؤدي إلى أقصى الشمال الشرقي من الألزاس في لوتيربورغ من قبل فرقة من الجيش الفرنسي الأول تحت السيطرة التشغيلية للجيش السابع.